# Emil Heuser (Chemiker, 1882)
Emil Friedrich Franz Heuser (* 15. September 1882 in Stralsund; † 24. Dezember 1953 in La Jolla, Kalifornien) war ein deutscher Chemiker und Hochschullehrer für Cellulosechemie.

## Leben
Heuser wurde 1882 als Sohn des Konsuls und Generaldirektors der Spielkartenfabrik Stralsund Karl Heuser und dessen Ehefrau Olga Cohn-Oborn in Stralsund geboren. Heuser besuchte das Realgymnasium seiner Heimatstadt und machte nach der Reifeprüfung zunächst ein Praktikum in der Maschinenfabrik Potschappel bei Dresden. Von 1903 bis 1908 studierte er Maschinenbau an der Technischen Hochschule München, Technische Hochschule Karlsruhe und an der Universität Graz. An der TH Karlsruhe studierte er insbesondere bei Roland Scholl, der 1907 Professor in Graz wurde. Heuser folgte ihm nach und begann dort auch seine Doktorarbeit. 1909 promovierte er mit einer Arbeit über Oxalmalonsäureester an der TH Karlsruhe. Während seines Studiums in Karlsruhe und Graz entdeckte Heuser sein Interesse für Zellstoff und Papier, die sein weiteres Leben wesentlich bestimmten.
Nach der Promotion ging Heuser zur Firma Laiblin in Pfullingen. Es folgte eine Station in der Sulfatzellstofffabrik in Altdamm in Pommern. Es folgten weitere Stationen in der Papierfabrik Zehlendorf bei Berlin und schließlich der Zellstoff- und Papierfabrik Steyrermühle in Österreich.
Im Juni 1912 trat er eine Professur für Cellulosechemie an der TH Darmstadt an. Er trat damit die Nachfolge von Carl Gustav Schwalbe (1871–1938) an, der die Fachrichtung an der TH Darmstadt 1908 begründet hatte und der im Frühjahr 1912 nach Eberswalde gewechselt war. Damit verbunden war für Heuser die Funktion des Direktors des Instituts für Cellulosechemie.
Heuser gelangte durch seine zahlreichen Arbeiten und Patente in wenigen Jahren zu Weltruhm auf dem Gebiet der Cellulosechemie. Während des Ersten Weltkrieges ließ er u. a. eine nach dem Classen-Verfahren arbeitende Holzverzuckerungsanlage in Monheim am Rhein errichten.
Lange Zeit waren die beengten räumlichen Verhältnisse des Instituts, das im Chemiegebäude der TH Darmstadt in der Hochschulstraße untergebracht war, eine wesentliche Schwierigkeit für die Entwicklung der Fachrichtung. Diese Situation sollte sich erst verbessern, als nach dem Ersten Weltkrieg ein bisher vom Militär genutztes vierstöckiges Gebäude der TH zur Verfügung gestellt wurde. Mit Spenden aus der Papier- und Zellstoffindustrie und mit finanzieller Unterstützung des Volksstaates Hessen konnte 1921 in dem ehemaligen militärischen Kammergebäude, das sich südlich des Anbaus an das TH-Hauptgebäude von Georg Wickop befand, eine umfangreiche Versuchsanlage sowie Studien- und Lehrveranstaltungsräume eingebaut werden. Die Bauarbeiten wurden von Otto Berndt geleitet.
Von 1918 bis 1926 war Heuser Sekretär des Vereins der Zellstoff- und Papierchemiker und -ingenieure.
1923 wechselte Heuser zusammen mit seinem Assistenten Georg Jayme in die Industrie und wurde Leiter des Forschungslaboratoriums der Vereinigten Glanzstoff-Fabriken AG Elberfeld in Seehof bei Teltow bei Berlin. Im Herbst 1926 übernahm Heuser dann die Leitung des Forschungslaboratoriums der Canadian International Paper Company in Hawksbury, Ontario in Canada. Diese Funktion hatte er mit großem Erfolg bis 1938 inne. Im März 1938 verließ Heuser diese Funktion und wurde Professor am Institut für Papierchemie in Appleton (Wisconsin), USA.
Im Herbst 1947 trat er im Alter von 65 Jahren in den Ruhestand. In Anerkennung seiner Verdienste wurde er mit dem Ehrentitel „group leader in cellulosechemistry emeritus“ versehen. Auch im Ruhestand nahm Heuser an verschiedenen internationalen Tagungen und Kongressen zu Fragen der Papier- und Cellulosechemie teil.
Emil Heuser starb am Weihnachtsabend 1953 im Alter von 71 Jahren. Er war seit 1910 mit Frieda Thiele, der Tochter des Malers Julius Arthur Thiele (1841–1919) verheiratet. Aus dieser Ehe sind vier Söhne hervorgegangen.

## Ehrungen
- 1926: Ehrenmitglied des Vereins der Zellstoff- und Papierchemiker und -ingenieure.
- 1948: TAPPI-Medaille
- 1952: Alexander-Mitscherlich-Gedenkmünze.

## Veröffentlichungen
Von Emil Heuser liegen ca. 200 Veröffentlichungen und zahlreiche Patente zu unterschiedlichen Fragen und Verfahren der Papier- und Cellulosechemie vor. Er trat auch als Gründer von Zeitschriften und langjähriger Herausgeber der Zeitschrift Cellulosechemie hervor.
- 1909: Über Oxalmalonsäureester, Dissertation. Karlsruhe.
- 1913: Das Färben des Papiers auf der Papiermaschine, Berlin.
- 1921: Lehrbuch der Cellulosechemie, Berlin.
- 1944: The Chemistry of Cellulose, New York.